# 60e législature du Nouveau-Brunswick

La 60e législature du Nouveau-Brunswick est élue lors de la 60e élection générale, le 14 septembre 2020.

## Députés

### Légende
- Les caractères gras indiquent un membre du conseil exécutif.
- Les caractères en italique indiquent les chefs de parti.

|  | Progressiste-conservateur |
|  | Libéral                   |
|  | Vert                      |
|  | Vacant                    |

### Composition
|  | Nom                   | Parti                     | Circonscription                       |
|  | --------------------- | ------------------------- | ------------------------------------- |
|  | Mike Holland (en)     | Progressiste-conservateur | Albert                                |
|  | Réjean Savoie (en)    | Progressiste-conservateur | Baie-de-Miramichi—Neguac              |
|  | Robert Gauvin         | Libéral                   | Baie-de-Shédiac—Dieppe                |
|  | Denis Landry          | Libéral                   | Bathurst-Est-Nepisiguit-Saint-Isidore |
|  | René Legacy (en)      | Libéral                   | Bathurst-Ouest-Beresford              |
|  | Guy Arseneault        | Libéral                   | Campbellton-Dalhousie                 |
|  | Isabelle Thériault    | Libéral                   | Caraquet                              |
|  | Bill Hogan (en)       | Progressiste-conservateur | Carleton                              |
|  | Margaret Johnson      | Progressiste-conservateur | Carleton-Victoria                     |
|  | Richard Ames (en)     | Progressiste-conservateur | Carleton-York                         |
|  | Roger Melanson        | Libéral                   | Dieppe                                |
|  | Jean-Claude D'Amours  | Libéral                   | Edmundston-Madawaska-Centre           |
|  | Kris Austin           | Progressiste-conservateur | Fredericton-Grand Lac                 |
|  | Jill Green            | Progressiste-conservateur | Fredericton-Nord                      |
|  | Dominic Cardy         | Progressiste-conservateur | Fredericton-Ouest-Hanwell             |
|  | David Coon            | Vert                      | Fredericton-Sud                       |
|  | Ryan Cullins (en)     | Progressiste-conservateur | Fredericton-York                      |
|  | Andrea Anderson-Mason | Progressiste-conservateur | Fundy–Les-Îles–Saint-Jean-Ouest       |
|  | Ross Wetmore          | Progressiste-conservateur | Gagetown-Petitcodiac                  |
|  | Gary Crossman         | Progressiste-conservateur | Hampton                               |
|  | Kevin Arseneau        | Vert                      | Kent-Nord                             |
|  | Benoît Bourque        | Libéral                   | Kent-Sud                              |
|  | Bill Oliver           | Progressiste-conservateur | Kings-Centre                          |
|  | Francine Landry       | Libéral                   | Madawaska—Les-Lacs—Edmundston         |
|  | Megan Mitton          | Vert                      | Memramcook-Tantramar                  |
|  | Michelle Conroy       | Progressiste-conservateur | Miramichi                             |
|  | Mike Dawson           | Progressiste-conservateur | Miramichi-Sud-Ouest-Baie du Vin       |
|  | Rob McKee             | Libéral                   | Moncton-Centre                        |
|  | Daniel Allain         | Progressiste-conservateur | Moncton-Est                           |
|  | Ernie Steeves         | Progressiste-conservateur | Moncton-Nord-Ouest                    |
|  | Greg Turner (en)      | Progressiste-conservateur | Moncton-Sud                           |
|  | Sherry Wilson         | Progressiste-conservateur | Moncton-Sud-Ouest                     |
|  | Jeff Carr             | Progressiste-conservateur | New Maryland—Sunbury                  |
|  | Mary Wilson           | Progressiste-conservateur | Oromocto-Lincoln-Fredericton          |
|  | Trevor Holder         | Progressiste-conservateur | Portland-Simonds                      |
|  | Blaine Higgs          | Progressiste-conservateur | Quispamsis                            |
|  | Daniel Guitard        | Libéral                   | Restigouche-Chaleur                   |
|  | Gilles LePage         | Libéral                   | Restigouche-Ouest                     |
|  | Bruce Fitch           | Progressiste-conservateur | Riverview                             |
|  | Hugh J. Ted Flemming  | Progressiste-conservateur | Rothesay                              |
|  | Glen Savoie           | Progressiste-conservateur | Saint-Jean-Est                        |
|  | Arlene Dunn           | Progressiste-conservateur | Saint-Jean-Havre                      |
|  | Dorothy Shephard      | Progressiste-conservateur | Saint-Jean-Lancaster                  |
|  | Kathy Bockus          | Progressiste-conservateur | Sainte-Croix                          |
|  | Jacques LeBlanc (en)  | Libéral                   | Shédiac—Beaubassin—Cap-Pelé           |
|  | Éric Mallet (en)      | Libéral                   | Shippagan—Lamèque—Miscou              |
|  | Tammy Scott-Wallace   | Progressiste-conservateur | Sussex-Fundy-St. Martins              |
|  | Keith Chiasson        | Libéral                   | Tracadie-Sheila                       |
|  | Chuck Chiasson        | Libéral                   | Victoria-La Vallée                    |

## Modifications à la députation
| Date         | Nom           | Circonscription                 | Parti                     | Parti                     | Notes |
| ------------ | ------------- | ------------------------------- | ------------------------- | ------------------------- | --- |
| 16 août 2021 | Lisa Harris   | Baie-de-Miramichi—Neguac        | Libéral                   | Libéral                   | Démissionne pour se présenter comme candidate libérale fédérale dans la circonscription de Miramichi-Grand Lake.   |
| 18 août 2021 | Jake Stewart  | Miramichi-Sud-Ouest-Baie du Vin | Progressiste-conservateur | Progressiste-conservateur | Démissionne pour se présenter comme candidat conservateur fédéral dans la circonscription de Miramichi-Grand Lake. |
| 20 juin 2022 | Réjean Savoie | Baie-de-Miramichi—Neguac        | Progressiste-conservateur | Progressiste-conservateur | Élection partielle                                                                                                 |
| 20 juin 2022 | Mike Dawson   | Miramichi-Sud-Ouest-Baie du Vin | Progressiste-conservateur | Progressiste-conservateur | Élection partielle                                                                                                 |